# Čermná (Trutnovi járás)
Čermná település Csehországban, Trutnovi járásban. Čermná Vlčice, Chotěvice, Hostinné és Rudník településekkel határos. Lakosainak száma 407 fő (2024. január 1.).

## Népesség
A település lakosságának változását az alábbi diagram mutatja:
| Lakosok száma | 1108 | 1080 | 1001 | 632  | 414  | 370  | 392  | 403  | 400  | 407  |
|               | 1869 | 1890 | 1921 | 1950 | 1980 | 2001 | 2017 | 2019 | 2022 | 2024 |